# Elb-Havel-Gruppe
Die Elb-Havel-Gruppe ist eine archäologische Kultur, die von etwa 1300 v. Chr. (Bronzezeit) bis etwa 750 v. Chr. (Eisenzeit) datiert wird.  Vorhergehende Kultur war die Lüneburger Gruppe von 1550 v. Chr. bis 1300/1250 v. Chr. Wichtigste nachfolgende Kultur ist die Jastorf-Kultur von 575/525 v. Chr. bis 60 v. Chr.

## Verbreitung

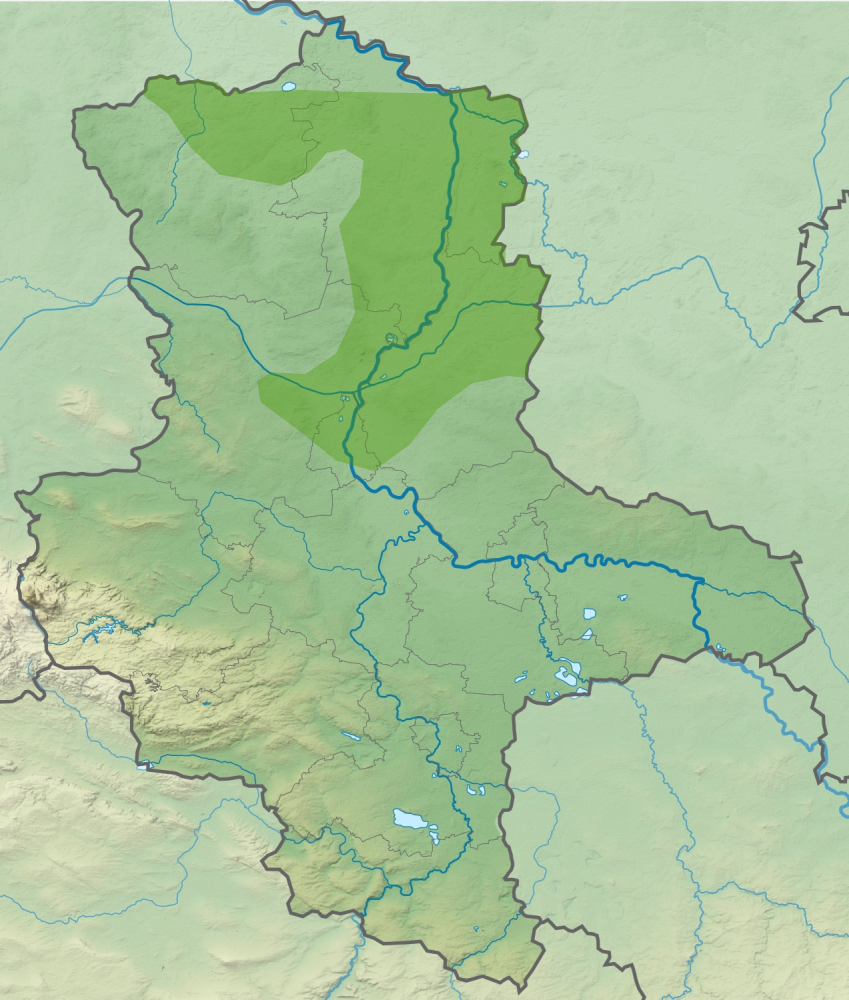
Verbreitungsgebiet der Elb-Havel-Gruppe in Sachsen-Anhalt

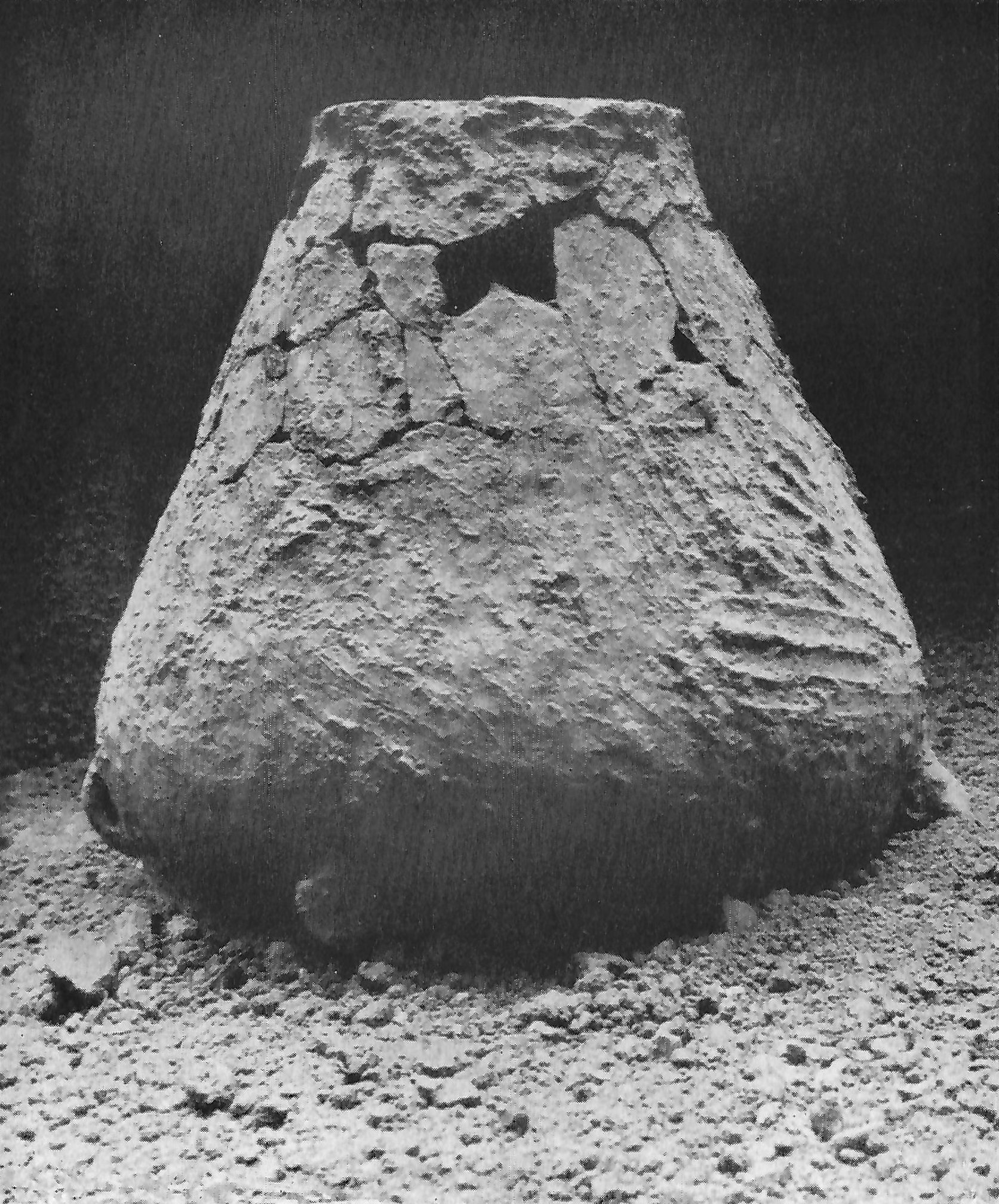
Glockengrab von Farsleben, Aufnahme aus den 1930er Jahren

Die spätbronzezeitliche Elb-Havel-Gruppe war in den heutigen Gebieten des nordöstlichen Sachsen-Anhalts und westlichen Brandenburgs verbreitet. Benachbart waren im Süden die Saalemündungsgruppe sowie im Südosten die Lausitzer Kultur. Die Metallerzeugnisse der Elb-Havel-Gruppe weisen Entlehnungen aus dem Formenschatz des Nordens auf. Ihr Keramikgefäße ahmen teilweise Vorbilder aus der Lausitzer Kultur nach, etwa Amphoren und bikonische Urnen. Eine Eigenheit der Elb-Havel-Gruppe ist die Umsetzung des nachgeahmten Dekors, Halbkreisbögen etwa wurden einfacher als Girlanden übernommen.

## Bestattung
Die Toten wurden verbrannt, ihre Einäscherung erfolgte meist auf besonderen Plätzen am Rand der Gräberfelder oder selten auch direkt am Grab. Die Beisetzung erfolgte in Flach- und Hügelgräbern. Es gab hier einfache oder auch komplexere Erdgruben mit eingebauten Steinen, Bodenpflaster, Deckplatten und Steinpackung. Die Gräber enthielten in der Regel eine Urne, wofür offenbar alle größeren Gefäße des Alltags dienen konnten. Als Deckel wurden auch Schalen, Gefäßunterteile, Scherben oder Steinplatten verwendet. Gefäße als Grabbeigaben hingegen sind selten.
Neben den Urnengräbern finden sich vereinzelt auch Gräber ohne Urnenbeisetzung, etwa Brandschüttungs- und Brandgrubengräber, Knochenlager, Schädelbestattungen sowie fundleere Scheingräber. Eine Besonderheit sind Glockengräber, bei denen ein großes Gefäß über die Urne gestülpt worden war.
Beigaben gelangten kaum mit ins Grab; vorwiegend fanden sich unter den seltenen Beigaben Ringe, Nadeln, Knöpfe, Rasiermesser und Pinzetten. Wenige Hortfunde hingegen weisen ein größeres und reicheres Schmuckensemble auf.

## Hausbau und Siedlungswesen
Einen repräsentativen Einblick in das Siedlungswesen der Elb-Havel-Gruppe gibt die gut erforschte Siedlung von Zedau im Landkreis Stendal.